# نهر غرين
نهر غرين رافد من نهر أوهايو الذي ينبع من مقاطعة لينكولن في جنوب وسط كنتاكي. تشمل روافد النهر الأخضر نهر بارين ونهر نولين ونهر بوند والنهر الخام. سُمي النهر على اسم نثنائيل جرين، جنرال في الحرب الثورية الأمريكية.